# سبارتاكس يورمالا
نادي سبارتاكس يورمالا لكرة القدم (FK Spartaks Jūrmala) هو نادي كرة قدم لاتفي، تأسس سنة 2007.

## وصلات خارجية
- الموقع الرسمي